# 1 Dywizja Litewska
1 Dywizja Litewska – dywizja armii Wielkiego Księstwa Litewskiego Rzeczypospolitej Obojga Narodów.
Pod koniec istnienia I Rzeczypospolitej, istniały 4 dywizje w Koronie i 2 na Litwie. Dywizja była odpowiednikiem dzisiejszego okręgu wojskowego. Od chwili jej powstania dywizją dowodził Józef Judycki.

## Skład
W jej skład nominalnie wchodziły:
- 4 Regiment Pieszy Buławy Polnej Litewskiej
- 6 Regiment Pieszy Litewski
- 8 Regiment Pieszy Domu Radziwiłłów
- 1 Pułk Przedniej Straży JKM Wielkiego Księstwa Litewskiego
- 2 Pułk Przedniej Straży Buławy Wielkiej Litewskiej
- 3 Pułk Przedniej Straży Buławy Polnej Litewskiej
- 4 Pułk Litewski Przedniej Straży
- 1 Brygada Kawalerii Narodowej Wielkiego Księstwa Litewskiego (potocznie określana jako Husarska albo Kowieńska)

Zgodnie z planem Ludwika Wirtemberskiego, 1 Dywizja Litewska miała koncentrować w okolicy Mińska główne siły Armii Litewskiej. Tym samym, po rozpoczęciu wojny w jej skład włączono również 1 Regiment Pieszy Buławy Wielkiej Litewskiej oraz 5 Regiment Pieszy Litewski.

## Dowództwo dywizji
Dowódcy dywizji (generałowie lejtnanci):
- Adam K. Czartoryski
- Michał G. Grabowski
- Józef Judycki

Po niepowodzeniach wojennych, Józef Judycki został odwołany ze stanowiska dowódcy dywizji. 23 czerwca 1794 dowódcą dywizji został Michał Zabiełło.